# 10802 Masamifuruya
10802 Masamifuruya è un asteroide della fascia principale. Scoperto nel 1992, presenta un'orbita caratterizzata da un semiasse maggiore pari a 2,7348902 UA e da un'eccentricità di 0,1826781, inclinata di 6,31103° rispetto all'eclittica.